# BitchX
Bitchx е известен IRC клиент с отворен код. Първоначално скрипт за клиента IrcII, проектът се превръща в отделен чат клиент, поддържан от Колтън Едуардс (panasync). През 2004 излиза BitchX 1.1 final. Той е написан на C и се използва от конзолата, съществува и графичен интерфейс, ползващ GTK+. Програмата работи на повечето Unix-подобни операционни системи и се разпространява под BSD лиценз. Поддържа IPv6, множество връзки към сървъри, SSL, но не и UTF-8. BitchX (често наричан BX от потребителите си) е известен със запомнящите се (и често груби) quit съобщения.